# Cristina María Alloza Sanz
Cristina María Alloza Sanz (Castelló de la Plana, 29 de desembre de 1922 — Castelló de la Plana, 20 d'agost de 2009) va ser una novel·lista valenciana.
Cristina va descobrir la seua vocació per l'èxit que va tenir entre les companyes del Col·legi de la Consolació, on estudiava, la carta que una monja els havia fet escriure dedicada a una amiga imaginària, a la qual havien de demanar emprat un bastidor per a brodar. Va estudiar el batxillerat a l'acadèmia Coloma, molt popular aleshores, i des d'aquell moment es dedicà a escriure de manera continuada, sobretot novel·la. L'editorial Pueyo, de Madrid, publicà el 1949 l'obra Encontré mis blasones i el 1951 Más allá de las nubes, que la productora Cifesa volgué portar al cine, però no arribaren a un acord quant a l'assumpte de talls i d'adaptacions. Cristina era ja una novel·lista d'àmbit nacional, encara que, en faltar son pare, va haver de treballar com a funcionària, primer a la delegació de la Fiscalia de Taxes, durant sis anys, després a l'Hermandat de Llauradors, com a ajudant de l'advocat castellonenc, Alfonso Gil Maties i, finalment, a la delegació del Ministeri d'Agricultura, com a funcionària de l'estat fins als 65 anys, en què es va jubilar. Des dels anys 60 va col·laborar a la revista Festividades i en altres publicacions relacionades amb les festes magdaleneres. El 1969, entre la llibreria Armengot i la Junta Central de Festes, van editar La gran esmeralda, amb portada i dibuixos interiors de Juan Soler Blasco. L'il·lustre intel·lectual Carlos G. Espresati va reconèixer a la presentació l'"honda raigambre magdalenera" i de "fantasía del misterio policíaco". Va morir als 86 anys a l'Hospital General de Castelló i fou enterrada al cementeri de Sant Josep.
Son pare, Maximià Alloza Vidal, fou metge, pintor i poeta, va signar les normes del 32 del valencià i va ser seguidor de Teodor Llorente. Va publicar «Venturita» en El cuento universal (València, n. 6, 1908) i el llarg poema Ioesa i va ser el creador del col·lectiu Nostra Terra, societat instructiva regionalista, el 1914.

## Obres
- Encontré Mis Blasones (1949). Madrid: Pueyo Madrid.[5]
- Más Allá De Las Nubes (1951). Madrid: Pueyo.[6]
- La Gran Esmeralda (1969). Castellón: Armengot.